# زلزال نيكاراغوا 1931
 زلزال نيكاراغوا 1931  الذي دمر عاصمة نيكاراغوا ماناغوا ، يوم الأحد 31 مارس 1931 وبلغت قوته 6.0 درجات وقتل 2،000 شخص. بدأ حريق كبير ودمرت آلاف المباني ، وحرق في اليوم التالي 45،000 على الأقل بلا مأوى وكانت الخسائر المسجلة 35 مليون دولار .